# پیوخو
پیوخو (انگلیسی: Piojó) نام یک منطقه مسکونی در کلمبیا است.